# Erhard Neumann
Erhard Neumann (1 de setembro de 1932 — 28 de janeiro de 2002) foi um ciclista olímpico estadunidense. Representou sua nação nos Jogos Olímpicos de Verão de 1956.